# Danio tacheté
Danio nigrofasciatus
Espèce
Synonymes
- Barilius nigrofasciatus Day, 1870[1]
- Brachydanio nigrofasciatus (Day, 1870)[1]
- Danio analipunctatus[1]

Statut de conservation UICN

 DD  : Données insuffisantes
Le Danio tacheté (Danio nigrofasciatus) est une espèce de poissons tropicaux de la famille des Cyprinidae originaire du Nord de la Birmanie et parfois élevé en aquarium.

## Systématique
L'espèce Danio nigrofasciatus a été initialement décrite en 1870 par le naturaliste britannique Francis Day (1829-1889) sous le protonyme de Barilius nigrofasciatus.

## Description
Danio nigrofasciatus peut mesurer jusqu'à 37 mm.

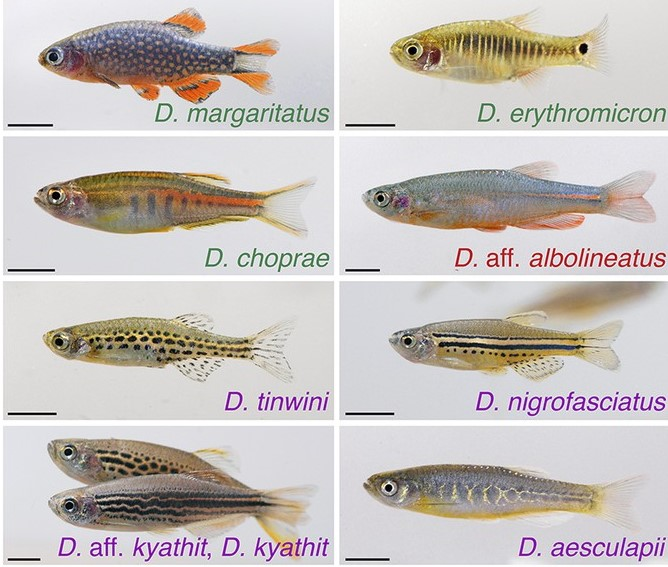
Neuf espèces du genre Danio dont Danio nigrofasciatus.